# Severino Boccia
Severino Boccia (Ascoli Satriano, 1620 – Napoli, 14 gennaio 1697) è stato un abate, poeta, scrittore, grammatico e lessicografo italiano.

## Biografia
Nacque ad Ascoli Satriano in provincia di Foggia nel 1620, da famiglia di origine campana. 
Professo a Cava dell'Ordine di San Benedetto (O.S.B.) il 29 settembre 1637. Si distinse per profonda conoscenza della teologia morale e della filosofia, che insegnò a Mantova nell'Abbazia di San Benedetto in Polirone. Divenne visitatore della Congregazione Cassinese e il 28 aprile 1671 fu eletto abate ordinario dell'Abbazia della Santissima Trinità di Cava, restando in carica fino al 19 maggio 1677. Nel 1675, anno del giubileo, riesumò le ossa degli otto abati cavensi, i beati Simeone, Falcone, Marino, Benincasa, Pietro II, Balsamo, Leonardo e Leone II che furono riposti nella ristrutturata tomba dell'abate Marino.
Fu anche abate delle abbazie benedettine di Farfa, Messina e di Santa Maria di Varra a Napoli, lasciando in ognuna ottima fama di sé. 
Studioso insigne della lingua italiana, è considerato uno dei padri della grammatica italiana.

## Opere
Severino Boccia fu autore di alcune composizioni poetiche ed è particolarmente ricordato per la sua attività letteraria. L'abate Severino, con lo pseudonimo Sosio de Urbe Lucana (anagramma di D. Severino ab Asculo) pubblicò il Praelatus Cassinensis, nempe moduli sive formulae supplicum libellorum...  e gli Elogia Plurium Sanctorum
Ma la sua opera più celebre è Il Tasso Piangente cioè i primi tre canti del Tasso trasformati in Pianti che pubblicò con lo pseudonimo di Sincero Valdesio.
Il Boccia ha lasciato anche opere inedite, un trattato di prosodia, un corso di filosofia, una versione italiana delle "Vite dei santi padri cavensi", delle "Lectiones in Genesim" e gli elogi di tutti i santi dell'anno.
Ha lasciato inoltre, scritti di argomento filosofico, biblico agiografico. Alcune sue opere, pervenuteci manoscritte, sono conservate in originale nell'archivio della SS. Trinità di Cava.
Compose una Grammatica italiana ed il Vocabolario italiano in cinque volumi, nel quale spiega ciascun vocabolo sui classici della lingua. Le due opere, rimaste inedite, sono oggetto di studio da parte dagli storici della lingua italiana. Basilio Puoti consultava spesso queste opere e considerava Severino Boccia “uno dei padri della grammatica italiana” mentre, Ciro Trabalza lo cita fra gli avversari dell'Accademia della Crusca.
Morì il 14 gennaio 1697 nel monastero napoletano di San Severino, mentre era abate di Santa Maria della Varra, antica dipendenza dell'abbazia cavense nel sobborgo di Chiaia.